# Bulgariskspråkiga Wikipedia
Bulgariskspråkiga Wikipedia (bulgariska: Българоезичната Уикипедия) är den bulgariska upplagan av Wikipedia.

## Historik
Den startades 6 december 2003. Den 24 maj 2010, var den 32:a största Wikipediaversion, och hade 100 000 artiklar.
I augusti 2019 hade den bulgariskspråkiga Wikipedian 255 000 artiklar och var då den 34:e största. Den har för närvarande[när?] 303 120 artiklar.